# Mittelmäßiges Heimweh
Mittelmäßiges Heimweh ist ein Roman des deutschen Schriftstellers Wilhelm Genazino, der im Februar 2007 veröffentlicht wurde. Zuvor erschien er als Vorabdruck in der Frankfurter Allgemeinen Zeitung. Im Roman greift Genazino eines seiner Hauptthemen auf: das Leben kleiner Angestellter und ihre gesellschaftliche Vereinzelung und Entwurzelung. Damit verknüpft wird das Scheitern der Ehe des Protagonisten sowie – für Genazino ungewohnt – surreale Elemente wie der Verlust von Körperteilen.
Die Aufnahme von Mittelmäßiges Heimweh in den deutschsprachigen Feuilletons war überwiegend positiv. Gelobt wurden besonders die sprachlich verdichteten, an Aphorismen reichen Beobachtungen sowie der Humor, der der Tragik seines Antihelden innewohne. Sowohl von der Thematik als auch der Gestaltung fühlten sich viele Rezensenten an bereits bekannte Werke Genazinos erinnert. Der Roman wurde mit dem Corine-Literaturpreis 2007 in der Sparte Belletristik ausgezeichnet.

## Inhalt
Dieter Rotmund ist 43 Jahre alt und arbeitet als Controller bei einem kleinen Pharmaunternehmen in einer Großstadt, erkennbar als Frankfurt am Main. Getrennt von ihm leben Ehefrau Edith und die sechsjährige Tochter Sabine im Schwarzwald, wo Rotmund sie am Wochenende besucht. Die doppelte Haushaltsführung belastet das Budget des kleinen Angestellten, der sich genötigt sieht, den täglichen Weg zur Arbeit ohne Fahrschein und in ständiger Furcht vor Fahrkartenkontrollen zurückzulegen. Noch mehr belastet ihn das zusehends desolater werdende Verhältnis zu Edith, die Erfüllung in ihrer SPD-Ortsgruppe und einer außerehelichen Beziehung sucht. Bald trifft sich das Paar nur noch in Karlsruhe zur wochenendlichen Übergabe des Kindes, schließlich ist von Scheidung die Rede.
Rotmund führt in seinem kleinen Apartment ein provisorisches Leben, ohne sich jemals wohnlich eingerichtet zu haben. Das Verhältnis zu seinen Kollegen ist distanziert, Bürogespräche sind ihm ein Gräuel, die Arbeit erledigt er mit halber Aufmerksamkeit. Er fühlt, dass er zunehmend vereinsamt, wagt jedoch keinen näheren Kontakt zu Frau Grünewald, einer offensichtlich interessierten Kollegin, weil er den neuerlichen Versuch, ein Glück zu schaffen, scheut. Stattdessen besucht er ein Bordell und flaniert durch die Straßen der Stadt, wo er die verschiedensten Menschen, Tiere und Dinge beobachtet, und seine Eindrücke mal als kleines Glück, mal als Zumutung des Lebens empfindet.
In das Gefühl eines immer mittelmäßigeren Lebens hinein geschehen ungewöhnliche Dinge: beim Betrachten eines Fußballspiels in der lärmenden Zuschauerschar einer Sportgaststätte verliert Rotmund sein linkes Ohr, beim Besuch eines Schwimmbads seinen rechten kleinen Zeh. Am Ende sieht er gar ein Kind beim Spielen seinen Daumen verlieren. Rotmund fühlt sich durch seine abhandengekommenen Körperteile zum Außenseiter gestempelt. Mittels eines Verbands kaschiert er das fehlende Ohr als Mittelohrentzündung. Erst später legt er den Verband ab und steht zu seinen Verlusten.
Aufgrund seiner privaten Ziellosigkeit leistet Rotmund in seiner Firma häufige Überstunden. Doch es überrascht ihn selbst, als er plötzlich zum Finanzdirektor befördert wird, was ihn aus seinen finanziellen Engpässen wie aus der Pflicht der Kommunikation mit den Kollegen enthebt. In seinem Privatleben entwickelt sich der anfänglich unwillige Kontakt zur Vormieterin seiner Wohnung, Sonja Schweitzer, zu einer sexuellen Beziehung. Ihre Lebensunfähigkeit weckt Rotmunds Sympathie. Auch Sonja ist beschädigt; sie lebt in einem Wohnheim, und ihr fehlt die linke Brust. Die Beziehung bricht ab, als Sonjas kriminelles Doppelleben zutage tritt, und sie wegen Kreditkartenbetrugs in Untersuchungshaft genommen wird. Als Rotmund, erschrocken durch diese Enthüllungen, ihre eingelagerte Habe zurückgeben will, lernt er die Schuldnerberaterin Katja kennen. Mit ihr scheint unvermittelt eine neue, positiv gestimmte Phase seines Lebens möglich; Rotmund nennt sie bereits seine „Katja-Phase“.

## Form und Sprache
Mit knapp 200 Seiten ist Mittelmäßiges Heimweh ein kurzer Roman. Seine Erzählperspektive ist die eines personalen Erzählers in der Ich-Form. Der Roman steht im Präsens. Wolfgang Schneider sieht darin die einzig mögliche Form, die Unmittelbarkeit der Wirklichkeitsbeobachtungen Genazinos abzubilden. Jörg Magenau betont, dass Genazinos Prosa nicht von den beschriebenen Ereignissen lebe, sondern von der Prägnanz ihrer Beobachtung. Genazino verdichte seine Sätze derart, dass sie einzeln als Aphorismen bestehen könnten. Für Genazino typisch sind Bilder, die sein Protagonist genau betrachtet, während die Beschreibung in eine Deutung tieferer Zusammenhänge übergeht.
Mit dem Verlust von Rotmunds Körperteilen hält in Mittelmäßiges Heimweh ein für Genazino ungewöhnlicher Surrealismus Einzug in den charakteristischen Hyperrealismus seiner Prosa. Helmut Böttiger erkennt darin eine Art von phantastischem magischen Realismus. Passend zur ins Mittelmaß eingepegelten Grundstimmung des Protagonisten wird auch die Sprache vorsichtig relativiert. Präzisierungen von Aussagen werden in Klammern nachgeschoben, beruflich wird ein „beziehungsweise“ zur häufigen Floskel, privat ist alles nur ein „bißchen“.

## Interpretation

### Ein mittlerer Angestellter
Mit Mittelmäßiges Heimweh kehrte Genazino zurück ins Milieu des kleinen Angestellten, das er bereits zu seinen literarischen Anfängen in der Abschaffel-Trilogie der 70er Jahre beschrieben hatte. Schon damals war der Angestellte für Genazino zum Sinnbild für Entfremdung und Anonymität in der bundesdeutschen Arbeitswelt geworden, sein Leben quasi in der Nichtexistenz entschwunden. Im Gegensatz zu Abschaffel, der eher als Comic-Figur gezeichnet war, deren pointenreiches Leben distanziert von außen betrachtet wurde, ist Rotmund als Identifikationsfigur angelegt, mit der der Leser mitfühlt. Genazinos noch immer vorhandene Zivilisationskritik verknüpft sich inzwischen mit Selbstironie.
Rotmund ist ein mittlerer Angestellter und ein Kleinbürger, ein Durchschnittsmensch, der ein durchschnittliches Leben führt. Seine „kleinbürgerliche Angst und Überkontrolliertheit“ lässt ihn niemals aus den Schranken seines Lebens ausbrechen. Die Trennung von der Familie wird zum endgültigen Beweis für die Mittelmäßigkeit eines Lebensentwurfs, der einmal den Traum des Außergewöhnlichen anstrebte. Sie führt Rotmund zurück in seine kleinbürgerliche Herkunft, der er nicht entkommen konnte: „Schon meine Eltern waren mittelmäßig, meine Kindheit war mittelmäßig, außerdem meine Schulzeit, mein Abitur und das Studium, aber seit dem letzten Anruf steuere ich auf das Mittelmäßigste zu, was es überhaupt gibt: auf eine Scheidung.“ Auch Rotmunds Gefühlshaushalt pegelt sich in zunehmender emotionaler Verarmung auf ein Mittelmaß ein. Selbst extreme Erlebnisse nimmt er nur noch nivelliert wahr. „Zuerst wurde die Eifersucht mittelmäßig, jetzt auch das Heimweh.“
Rotmund spürt seine zunehmende Vereinzelung. Ein einzelner Halbschuh bestätigt die Erkenntnis: „Es ist nicht einfach, ein einzelner zu sein.“ Doch will Rotmund von seiner „Einsamkeit kein Aufhebens machen. Ich bin vergleichsweise gebildet und weiß seit langer Zeit, daß Einsamkeit unausweichlich ist.“ Einen ironischen Kontrapunkt zu Rotmunds zunehmendem Abstieg in seinem Privatleben bildet sein unerwarteter beruflicher Aufstieg. Auch er schützt jedoch nicht vor privatem Scheitern. Vor einem existenziellen Abgrund stehend, wendet Rotmund seinen Blick ab und den kleinen Dingen des Alltags zu. Sein Kampf mit den Banalitäten des Daseins wird zum alltäglichen Heroismus des kleinen Mannes. Es ist aber auch der Kampf Don Quijotes mit den Windmühlenflügeln.

### Der Flaneur
Der tägliche Ausbruch aus seiner Angestelltenexistenz ist Rotmunds Dasein als Flaneur. In ziellosen Wanderungen durch die Stadt und der Beobachtung von Menschen, Tieren und Gegenständen sucht er seine zumindest vorübergehende Rettung. Er schaut so lange, „bis mich die Stille der angeschauten Dinge langsam ergreift und mich ebenfalls ruhig macht“. Immer wieder bleibt sein Blick an scheinbar belanglosen Kleinigkeiten hängen, die niemand anderem auffallen: „Hat das schon mal jemand gesehen, wie eine Möwe einem Bus nachschaut und dabei ein schmerzlich schönes Möwengesicht kriegt?“ Die Natürlichkeit des Verhaltens von Tieren wird für Rotmund zum Gegenpol zur komplizierten Beziehungswelt der Menschen. So neidet er den Vögeln ihre „sirrende Zufriedenheit am Himmel“ und kann sich bereits am Namen eines Trauerschnäppers ergötzen.
Eine andere Möglichkeit der inneren Notwehr sind Rotmunds oft seichte Witze, die er selbst als „Notblödeln“ bezeichnet. Sie sind ein Selbstverteidigungsreflex: „Ich möchte nicht, daß sich die Wirklichkeit vor mir aufspielt. Tut sie es trotzdem, setze ich sie innerlich herab und erfreue mich an ihrer Kläglichkeit.“ Dabei beschränken sich Rotmunds Betrachtungen nicht in der Herabwürdigung von Details, sondern wachsen sich immer wieder zu einer allgemeinen Kulturkritik aus, etwa wenn er in der Zugabe eines Plastiktiers in einem Beutel Orangen sogleich „die fortschreitende Infantilisierung aller Lebensbereiche“ wahrnimmt. Zwar gibt sich Rotmund nach außen sanftmütig, doch liegt in seinen distanzierten Beobachtungen eine unterschwellige Form von Aufsässigkeit. Er steht oft quer zu den Abläufen des Alltags, sein Blick wirkt wie Sand im Getriebe, unter dem die Tätigkeiten der Menschen ihren Sinn verlieren, er sie gleichsam um ihre Bedeutung bringt.

### Verlust der Körperteile
Rotmunds abgefallene Körperteile wirken kafkaesk. Doch im Unterschied etwa zu Kafkas Verwandlung, wo solcherart körperliche Metamorphosen den Kern der Erzählung bilden, geschehen sie bei Genazino nur nebenbei. Die surrealen Elemente ziehen Rotmund nicht in eine Gegenwelt, aus der es kein Entrinnen mehr gibt; sie bleiben Versatzstücke. Gerade das Ausbleiben der Katastrophe wird zur eigentlichen Katastrophe. Während Martin Lüdke die Deutung des Geschehens wie bei Kafka und Borges dem Leser überlässt, erkennt Jörg Magenau in Rotmunds körperlichen Verlusten einen symbolischen Identitätsverlust. Gerhard Köpf benennt Rotmunds Leiden als „Verschwindungssucht“, ein von Hugo Ball geprägter Begriff. Gleichzeitig vergleicht er Rotmunds Zustand mit dem Krankheitsbild einer psychischen Störung, der gestörten Körperwahrnehmung einer Dysmorphophobie. Dieses hypochondrische Syndrom lasse auf Ich-Schwäche und Kommunikationsstörung des Erkrankten schließen.
Der Verlauf von Rotmunds gestörter Körperwahrnehmung beginnt mit dem unvermittelten Verlust seines Ohrs inmitten der lärmenden menschlichen Gemeinschaft eines Fußballländerspiels: „Ich sehe mein Ohr am Boden liegen wie ein kleines helles Gebäck, das einem Kind in den Schmutz gefallen ist.“ Zwar zeitigt der Verlust keine körperlichen Folgen, doch er belastet Rotmund psychisch umso mehr. Er sieht sich von nun an als gesellschaftlicher Außenseiter, als Mensch mit einem „Seltsamkeitszeichen“. Seinen Makel versucht er so gut es geht zu verbergen, doch in der Gesellschaft anderer kommt es immer wieder zu Aussetzern wie seinen Sprachverdrehungen, als er statt Vollkornbrot „Volkszornbrot“ liest oder Paprikawurst als „Panikawurst“ ausspricht. Durch die Zurückweisung seiner Frau, die seine Stimme nicht mehr hören will, fühlt er sich endgültig „in den Kreis der behinderten Menschen eingetreten“.
Der Verlust des rechten kleinen Zehs führt zu ersten körperlichen Beschwerden. Rotmund humpelt nun, und er empfindet „so starke Scham, daß ich mein Leben als nicht fortsetzenswert einschätze“. Seine Gemütserkrankung schreitet fort: „Meine Wehmut macht mich überall unpassend.“ Zur Krise kommt es an Rotmunds 43. Geburtstag. Seine Depression nimmt zu, ebenso seine übersteigerte Geräuschempfindlichkeit, die zur „Dauerlärmangst“ wird. Er fühlt sich nur noch in einem „Millimeterabstand zum Wahnsinn“. Die äußerliche Beschädigung spiegelt sich in einem innerlichen „Gefühl der Zerfetztheit“. Schließlich greift die veränderte Körperwahrnehmung auch auf fremde Personen über: Rotmund beobachtet ein spielendes Kind, das seinen Daumen verliert. Sogar eine Zeitungsnotiz berichtet über den Vorfall. Am Ende breitet sich in Rotmund die Gewissheit aus, dass es noch einige Zeit dauern wird, bis die Selbstauflösung allgemein erkannt werden wird. Mit seiner verbliebenen Würde zieht er das Resümee: „Ich bin beschädigt, ich habe Zeit.“

## Rezeption
Mittelmäßiges Heimweh wurde von den deutschsprachigen Feuilletons überwiegend sehr wohlwollend aufgenommen. Der Roman wurde 2007 mit dem Corine-Literaturpreis in der Sparte Belletristik ausgezeichnet und erreichte Platz 2 der SWR-Bestenliste sowie die Verkaufs-Bestsellerliste des Spiegels.
In einer Kontroverse in der Zeit tauschten Eberhard Falcke und Ulrich Greiner Argumente für und gegen den Roman aus. Für Eberhard Falcke war Dieter Rotmund „der neueste Vertreter Genazinoscher Versagenskunst“. Der Autor erweise sich als „Existenzialhumorist“, der nicht von Größenräuschen berichte, sondern „von Kleinheitsräuschen“. Genazinos tiefschwarzer Humor entlockte ihm den Ausruf: „Wunderbar! Wer so vom mittelmäßigen Unglück erzählen kann, der muss von Besserungsaussichten verschont bleiben.“ Ulrich Greiner hingegen konnte sich mit Genazinos Romanen noch nie anfreunden. So gestand er, dass er auch den neuesten „nicht sehr komisch finde, eher trist.“ Genazino liefere „Lebensphilosophie für Bausparer“. Seine Witze seien „schlecht, und sie wiederholen sich. […] Die Bedürftigkeitsprosa Genazinos ist von öder Gleichförmigkeit, seine Erbärmlichkeitsorgien erschöpfen sich rasch.“ Weniger heftig doch in der gleichen Tendenz urteilte Klaus Zeyringer. Für ihn führte Genazino „seine Figur unbarmherzig in ihrer Lächerlichkeit und der Banalität des dauernden Dahingeplappers vor.“ Allerdings nutze sich die Redundanz und Beliebigkeit des Dargestellten ab. Sie werde „im letzten Drittel doch recht fad“ und zeige „die Grenzen der literarischen Beobachtung mittelmäßiger Angestellter.“
Jörg Magenau wertete dagegen den neuen Genazino „gut wie immer“. Er bediene seine Leser „so zuverlässig wie die Bäckersfrau an der Ecke“, ohne sein Angebot über die Jahre zu variieren. Auch Gerrit Bartels sah Genazinos neuesten Roman „ganz auf der Höhe seiner Kunst“. Er biete „das volle Genazino-Programm: Humor und Melancholie, Ironie und Alltag,“ bis am Ende „aus dem typischen Genazino-Trostlosigkeitsroman schon lange wieder ein typischer Genazino-Beglückungsroman geworden ist.“ In der Einschätzung Wolfgang Schneiders hatte Genazino in Mittelmäßiges Heimweh „seinem Anti-Helden-Arsenal ein gelungenes Exemplar hinzugefügt und seinen Humor ein Stück weiter ins Untröstliche vorangetrieben.“ Er bewunderte „die Souveränität, mit der Genazino sein Material inzwischen entfaltet. Mit schwebender Leichtigkeit berichtet er von niedergeschlagenen Seelen und den Belastungen des Angestelltendaseins. Immer wieder gerinnt ihm dabei der Erzählfluss zu gültigen Aphorismen; das Reflexionsvergnügen ist hoch.“ Martin Lüdke entdeckte in Genazinos Neuerscheinung zwar „nichts Neues. Und doch ein guter alter Genazino“ mit „hübschen Einsichten“ wie „unvermeidlichen Einbrüchen“ und dem Fazit: „Alles in allem: ein beachtliches Buch.“

## Ausgaben
- Wilhelm Genazino: Mittelmäßiges Heimweh. Hanser, München 2007, ISBN 978-3-4462-0818-6. Auf diese Ausgabe beziehen sich die zitierten Seitenzahlen.
- Wilhelm Genazino: Mittelmäßiges Heimweh. Deutscher Taschenbuch Verlag, München 2008, ISBN 978-3-423-13724-9.
- Wilhelm Genazino: Mittelmäßiges Heimweh. Lesung von Sylvester Groth. Hoffmann und Campe, Hamburg 2007, ISBN 978-3-455-30521-0.